# Solanecio
Solanecio là một chi thực vật có hoa trong họ Cúc (Asteraceae).

## Loài
Chi Solanecio gồm các loài: